# سبک هوزواین
هوزواین-ریو ، سبک هوزواین (به ژاپنی: 宝蔵院流 Hōzōin-ryū)، یک سبک سنتی (کوریو) از  هنرهای رزمی ژاپنی است که در هنر نیزه‌زنی (سوجوتسو) تخصص دارد.